# 2009년 대만의 텔레비전 드라마 목록
다음은 2009년에 타이완의 텔레비전에서 방송되었던 드라마 프로그램을 나열한 목록이다.

## 작품 목록
- 《고교애상니》
- 《나일년적행복시광》
- 《도화소매》
- 《별빛 소나타》
- 《복기우안강》
- 《비새개시》
- 《비자영웅》
- 《아재1949, 등니》
- 《애취택일기》
- 《열혈청춘》
- 《자매괴》
- 《종극삼국》
- 《패견여왕》
- 《포청천-칠협오의》
- 《하일참행복: 다음역 행복》
- 《해파첨심》
- 《협주곡》

## 같이 보기
- 타이완의 텔레비전 드라마 목록
- 2000년대 타이완의 텔레비전 드라마 목록